# Frentech Aerospace
Frentech Aerospace je firma se sídlem v Brně, zaměřená hlavně na letecký a vesmírný průmysl.

## Produkce

### Letecký průmysl
Firma dodává součástky do letadel Airbus A320, A380, A350 a A400M, které se najdou na celé řadě míst Airbusu. Jsou to např. díly do autopilota, podvozku nebo nákladových dveří. Komplexní díly firma vyrábí i pro letadla Boeing a Embraer. Firma již leteckým společnostem dodala přes 1,5 milionu dílů.

### Vesmírný průmysl
Firma se významně podílí na vesmírném průmyslu. Vyrábí součástky do mnoha satelitů, raketoplánů a pod. věcí. Firma se podílela na misi ExoMars 2016 a i na nosné raketě Ariane 5. Bude se podílet i na misi ExoMars 2020, kde vyrobí modul pro padák. Nejvýznamnějším projektem firmy byli mechanismy pro satelity Iridium NEXT na rozvíjení solárních panelů.

### Obranný průmysl
Do bojových letadel dodává Frentech Aerospace moduly pro přístrojovou techniku a optické systémy.

## Ocenění
Firma v roce 2017 dostala ocenění Firma roku Jihomoravského kraje.